# Коптєв Анатолій Панасович
Анато́лій Пана́сович Ко́птєв (23 жовтня 1910, Харків — 5 березня 1972, Харків) — радянський партійний діяч, голова виконавчого комітету Харківської міської ради.

## Біографія
Трудову діяльність розпочав 1929 року креслярем-конструктором. 1930 року вступив до Харківського інженерно-економічного інституту на машинобудівний факультет. Одночасно з навчанням працював технологом-проєктантом у Державному проєктному інституті «Гіпроважмаш».
Після закінчення інституту, 1935 року, був призваний до лав Червоної армії (до м. Київ). Повернувшись до Харкова після звільнення в запас у званні молодшого лейтенанта, почав працювати на заводі «Гідропривод» НКВМ старшим майстром ремонтно-механічного цеху, а згодом — начальником цеху.
За рекомендацією дирекції заводу в грудні 1939 року направлений Наркоматом важкої промисловості СРСР на рік в урядове відрядження до ПАСШ (Північноамериканські Сполучені Штати, нині США) для приймання верстатного обладнання.
Після повернення до Харкова направлений на завод № 450 головним механіком, де пропрацював до евакуації підприємства у жовтні 1941 року, коли був призначений відповідальним за евакуацію обладнання і разом із заводом, останнім ешелоном, що йшов із Харкова, переїхав до міста Молотова (нині Перм).
Член ВКП(б) із 1940 року.
У жовтні 1943 року був відряджений Молотовським обкомом ВКП(б) до Харкова у міський комітет КП(б)У, де почав працювати заступником завідувача промислового відділу, а згодом заступником секретаря Харківського міського комітету КП(б)У із авіаційної промисловості.
У 1946—1950 роках — 1-й секретар Дзержинського районного комітету КП(б)У міста Харкова. Віддав багато сил та енергії відновленню району, організації роботи проєктних і науково-дослідних інститутів, навчальних закладів.
У 1950 — березні 1953 року — голова виконавчого комітету Харківської міської ради депутатів трудящих.
У 1953—1962 роках — начальник Харківського обласного управління місцевої та паливної промисловості. Одночасно в 1953—1961 роках — депутат Харківської обласної та міської рад.
Із 1962 року — пенсіонер республіканського значення в місті Харкові.

## Нагороди
- Орден Трудового Червоного Прапора (23.01.1948)
- Медаль «За трудову відзнаку» (1944)
- Медаль «За доблесну працю у Великій вітчизняній війні 1941—1945 років» (1946)
- Медаль «За відбудову підприємств чорної металургії Півдня» (1950)